# Bachytrochus simplex
Bachytrochus simplex is een rifkoralensoort, de plaats in een familie is onzeker. De wetenschappelijke naam van de soort is voor het eerst geldig gepubliceerd in 1878 door Peter Martin Duncan.